# مدرسة بادن
مدرسة بادن أو مدرسة علم القيم، هي حلقة فلسفية أسسها فيلهلم فندلباند (1848-1915)، ثم أدارها هاينريخ ريكرت (1863-1936)، تمثل هذه الحلقة مظهرا من مطاهر الفلسفة الكانطية المستحدثة. اتجهت تأملاتها، متأثرة بالمنهج المتعالي عند كانط، نحو تحليل القيم.